# Miguel Ángel Sarabia Delgado
Miguel Ángel Sarabia Delgado (Tijuana, 23 de março de 1999) é um jogador de vôlei de praia mexicano, que foi medalhista de bronze no Campeonato Mundial de Vôlei de Praia Sub-21 de 2019 na Tailândia.

## Carreira
Em 2019 ao lado de Raymond Stephens disputou a edição do Campeonato Mundial Sub-21 realizado em Udon Thani e obteve a medalha de bronze.